# Vanja Marinković
Vanja Marinković (Servisch: Вања Маринковић) (Belgrado, 9 januari 1997) is een Servisch basketballer.

## Carrière
Marinković speelde vanaf 2011 in de jeugd van KK Partizan en maakte voor die club in 2013 zijn profdebuut onder coach Duško Vujošević. Hij speelde nog sporadisch dat seizoen en Partizan veroverde de landstitel dat seizoen. De volgende seizoenen wordt hij steeds belangrijker en mag hij vaker starten, hij won in die tijd nog twee keer de landsbeker. Hij neemt tevens ook deel aan verschillende  Europese competities in zowel de jeugdcategorieën als professioneel. In 2019 stelde hij zich kandidaat voor de NBA-draft, hij werd als allerlaatste gekozen in de 2de ronde maar tekende geen contract bij de Sacramento Kings.
Hij tekende een maand na de draft een contract bij de Spaanse club Valencia BC waarmee hij uitkomt in de EuroLeague. Hij speelde twee seizoenen voor Valencia en trok daarna naar reeksgenoot Saski Baskonia waar hij 30 wedstrijden speelde in het seizoen 2021/22. Ook het volgende seizoen 2022/23 bleef hij spelen voor Baskonia. In februari 2022 werden zijn drafrechten geruild naar de Los Angeles Clippers verder waren ook de Detroit Pistons en Milwaukee Bucks betrokken en volgende spelers: Josh Jackson, Trey Lyles, Serge Ibaka, David Michineau, Rodney Hood, Semi Ojeleye, Donte DiVincenzo, Marvin Bagley III en enkele draftpicks.
Voor het seizoen 2023/24 verlengde hij zijn contract bij Baskonia. In de zomer van 2023 werden zijn draftrechten opnieuw geruild ditmaal naar de Memphis Grizzlies in een deal waarbij vijf ploegen waren betrokken: Memphis Grizzlies, Los Angeles Clippers, Houston Rockets, Oklahoma City Thunder en Atlanta Hawks. Volgende spelers waren er bij betrokken: Usman Garuba, Alpha Kaba, Kenyon Martin, Josh Christopher, Patty Mills, TyTy Washington Jr. en Dillon Brooks.
In de zomer van 2024 ruilde hij Baskonia in voor KK Partizan.
Met de Servische nationale jeugdploegen won hij twee keer zilver en een keer brons op het Europees kampioenschap. Hij won met de Servische ploeg zilver op het wereldkampioenschap in 2023.

## Erelijst
- Servisch landskampioen: 2014
- Servisch bekerwinnaar: 2018, 2019